# Вергерето
Вергерето (итал. Verghereto) —  коммуна в Италии, располагается в регионе Эмилия-Романья, подчиняется административному центру Форли-Чезена.
Население составляет 1 836 человек (30-09-2018), плотность населения составляет 15,57  чел./км². Занимает площадь 117,9 км². Почтовый индекс — 47028. Телефонный код — 0543.
Покровителем коммуны почитается святой архангел Михаил, празднование 29 сентября.

## Города-побратимы
- Сен-Жермен-Сурс-Сен, Франция, с 2002 года
- Мелиссано, Италия, с 2007 года

## Примечание
1. ↑  Statistiche demografiche ISTAT. demo.istat.it. Дата обращения: 13 декабря 2019. Архивировано из оригинала 14 января 2018 года.